# Переписна область №18 (Манітоба)
Переписна область №18 (англ. Division No. 18) — переписна область в Канаді, у провінції Манітоба.

## Населення
За даними перепису 2016 року, переписна область нараховувала 24036 жителів, показавши зростання на 2,4%, порівняно з 2011-м роком. Середня густина населення становила 2,1 осіб/км².
З офіційних мов обидвома одночасно володіли 1 025 жителів, тільки англійською — 22 640, тільки французькою — 20, а 100 — жодною з них. Усього 3,595 осіб вважали рідною мовою не одну з офіційних, з них 695 — одну з корінних мов, а 520 — українську.
Працездатне населення становило 56,5% усього населення, рівень безробіття — 8,3% (10,4% серед чоловіків та 5,5% серед жінок). 78,2% були найманими працівниками, 20,7% — самозайнятими.
Середній дохід на особу становив $36 592 (медіана $28 009), при цьому для чоловіків — $42 528, а для жінок $30 620 (медіани — $34 148 та $23 543 відповідно).
28,7% мешканців мали закінчену шкільну освіту, не мали закінченої шкільної освіти — 32%, 39,3% мали післяшкільну освіту, з яких 24,6% мали диплом бакалавра, або вищий, 30 осіб мали вчений ступінь.
| Статево-вікова структура населення | Статево-вікова структура населення | Статево-вікова структура населення | Статево-вікова структура населення | Статево-вікова структура населення |
| ---------------------------------- | ---------------------------------- | ---------------------------------- | ---------------------------------- | ---------------------------------- |
|                                    |                                    |                                    |                                    |                                    |
| Всього                             | Всього                             | 50,1%49,9%                         |                                    |                                    |
| 0 — 14 років                       | 0 — 14 років                       |                                    | 17,8%                              | 17,8%                              |
| 15 — 64 років                      | 15 — 64 років                      |                                    | 58,6%                              | 58,6%                              |
| 65 і більше                        | 65 і більше                        |                                    | 23,6%                              | 23,6%                              |
| 85 і більше                        | 85 і більше                        |                                    | 2,7%                               | 2,7%                               |
| 100 і більше                       | 100 і більше                       |                                    | 0,1%                               | 0,1%                               |
| Середній вік (років)               | Середній вік (років)               | 43,444,8                           | 44,1                               | 44,1                               |
| Медіана (років)                    | Медіана (років)                    | 47,149,1                           | 48,1                               | 48,1                               |
| — чоловіки — жінки                 |                                    |                                    |                                    |                                    |

| Походження мешканців:     | Походження мешканців:     | Походження мешканців: | Походження мешканців: | Походження мешканців: |
| ------------------------- | ------------------------- | --------------------- | --------------------- | --------------------- |
| Походження                |                           |                       | осіб                  | %                     |
| Корінні американці        | Корінні американці        |                       | 6 545                 | 27.85%                |
| Інше північноамериканське | Інше північноамериканське |                       | 4 330                 | 18.42%                |
| Європейське               | Європейське               |                       | 18 050                | 76.79%                |
| британське                | британське                |                       | 8 190                 | 34.84%                |
| французьке                | французьке                |                       | 2 325                 | 9.89%                 |
| українське                | українське                |                       | 4 730                 | 20.12%                |
| Карибське                 | Карибське                 |                       | 65                    | 0.28%                 |
| Латинськоамериканське     | Латинськоамериканське     |                       | 260                   | 1.11%                 |
| Африканське               | Африканське               |                       | 60                    | 0.26%                 |
| Азійське                  | Азійське                  |                       | 360                   | 1.53%                 |

| Зайнятість населення за галузями (за класифікацією NOC): | Зайнятість населення за галузями (за класифікацією NOC): | Зайнятість населення за галузями (за класифікацією NOC): | Зайнятість населення за галузями (за класифікацією NOC): | Зайнятість населення за галузями (за класифікацією NOC): |
| -------------------------------------------------------- | -------------------------------------------------------- | -------------------------------------------------------- | -------------------------------------------------------- | -------------------------------------------------------- |
|                                                          |                                                          |                                                          |                                                          |                                                          |
| Управління                                               | Управління                                               |                                                          | 16,8%                                                    | 16,8%                                                    |
| Бізнес, фінанси та адміністрування                       | Бізнес, фінанси та адміністрування                       |                                                          | 9,7%                                                     | 9,7%                                                     |
| Природничі та прикладні науки                            | Природничі та прикладні науки                            |                                                          | 2,7%                                                     | 2,7%                                                     |
| Охорона здоров'я                                         | Охорона здоров'я                                         |                                                          | 6,3%                                                     | 6,3%                                                     |
| Освіта, правозахист, муніципальні та урядові служби      | Освіта, правозахист, муніципальні та урядові служби      |                                                          | 11,4%                                                    | 11,4%                                                    |
| Мистецтво, культура, відпочинок та спорт                 | Мистецтво, культура, відпочинок та спорт                 |                                                          | 1,2%                                                     | 1,2%                                                     |
| Роздрібна торгівля та послуги                            | Роздрібна торгівля та послуги                            |                                                          | 19,7%                                                    | 19,7%                                                    |
| Гуртова торгівля, транспорт та обладнання                | Гуртова торгівля, транспорт та обладнання                |                                                          | 21,2%                                                    | 21,2%                                                    |
| Природні ресурси, сільське господарство                  | Природні ресурси, сільське господарство                  |                                                          | 7,9%                                                     | 7,9%                                                     |
| Виробництво                                              | Виробництво                                              |                                                          | 3,1%                                                     | 3,1%                                                     |

## Населені пункти
До переписної області входять містечка Арборґ, Вінніпеґ-Біч, муніципалітети Фішер, Кордвелл, Сен-Лоран, Армстронґ, Ґрегемдейл, Ґімлі, індіанські резервації Доґ-Крік 46, Літл-Саскачеван 48, а також хутори, інші малі населені пункти та розосереджені поселення.

## Клімат
Середня річна температура становить 1,5°C, середня максимальна – 22,7°C, а середня мінімальна – -25,7°C. Середня річна кількість опадів – 518 мм.
| Клімат поселення                              | Клімат поселення | Клімат поселення | Клімат поселення | Клімат поселення | Клімат поселення | Клімат поселення | Клімат поселення | Клімат поселення | Клімат поселення | Клімат поселення | Клімат поселення | Клімат поселення | Клімат поселення |
| Показник                                      | Січ.             | Лют.             | Бер.             | Квіт.            | Трав.            | Черв.            | Лип.             | Серп.            | Вер.             | Жовт.            | Лист.            | Груд.            |                  |
| Середній максимум, °C                         | −12,81           | −9,15            | −1,69            | 8,73             | 16,93            | 22,66            | 22,62            | 21,44            | 16,46            | 9,36             | −0,91            | −10,96           |                  |
| Середня температура, °C                       | −19,22           | −15,58           | −8,12            | 2,30             | 10,52            | 16,24            | 18,21            | 17,01            | 12,03            | 4,91             | −5,34            | −15,39           |                  |
| Середній мінімум, °C                          | −25,65           | −21,99           | −14,53           | −4,1             | 4,09             | 9,82             | 13,78            | 12,59            | 7,60             | 0,50             | −9,77            | −19,82           |                  |
| Норма опадів, мм                              | 20               | 14               | 27               | 27               | 53               | 86               | 72               | 70               | 54               | 45               | 28               | 22               |                  |
| Середньомісячна швидкість вітру, м/с          | 3.80             | 3.70             | 3.90             | 4.10             | 4.10             | 3.80             | 3.50             | 3.70             | 4.10             | 4.39             | 4.20             | 3.90             |                  |
| Середньомісячна сонячна радіація, кДж/м²·день | 4094             | 7493             | 12603            | 17441            | 20108            | 21048            | 21333            | 18108            | 12230            | 7152             | 3985             | 3028             |                  |
| --------------------------------------------- | ---------------- | ---------------- | ---------------- | ---------------- | ---------------- | ---------------- | ---------------- | ---------------- | ---------------- | ---------------- | ---------------- | ---------------- | ---------------- |
| Джерело:                                      |                  |                  |                  |                  |                  |                  |                  |                  |                  |                  |                  |                  |                  |